# Henry Wittmann
Henry Wittmann (Lincoln, 17 de dezembro de 1885 — Lincoln, março de 1968) foi um ciclista olímpico estadunidense. Representou sua nação nos Jogos Olímpicos de Verão de 1904.